# HIMA

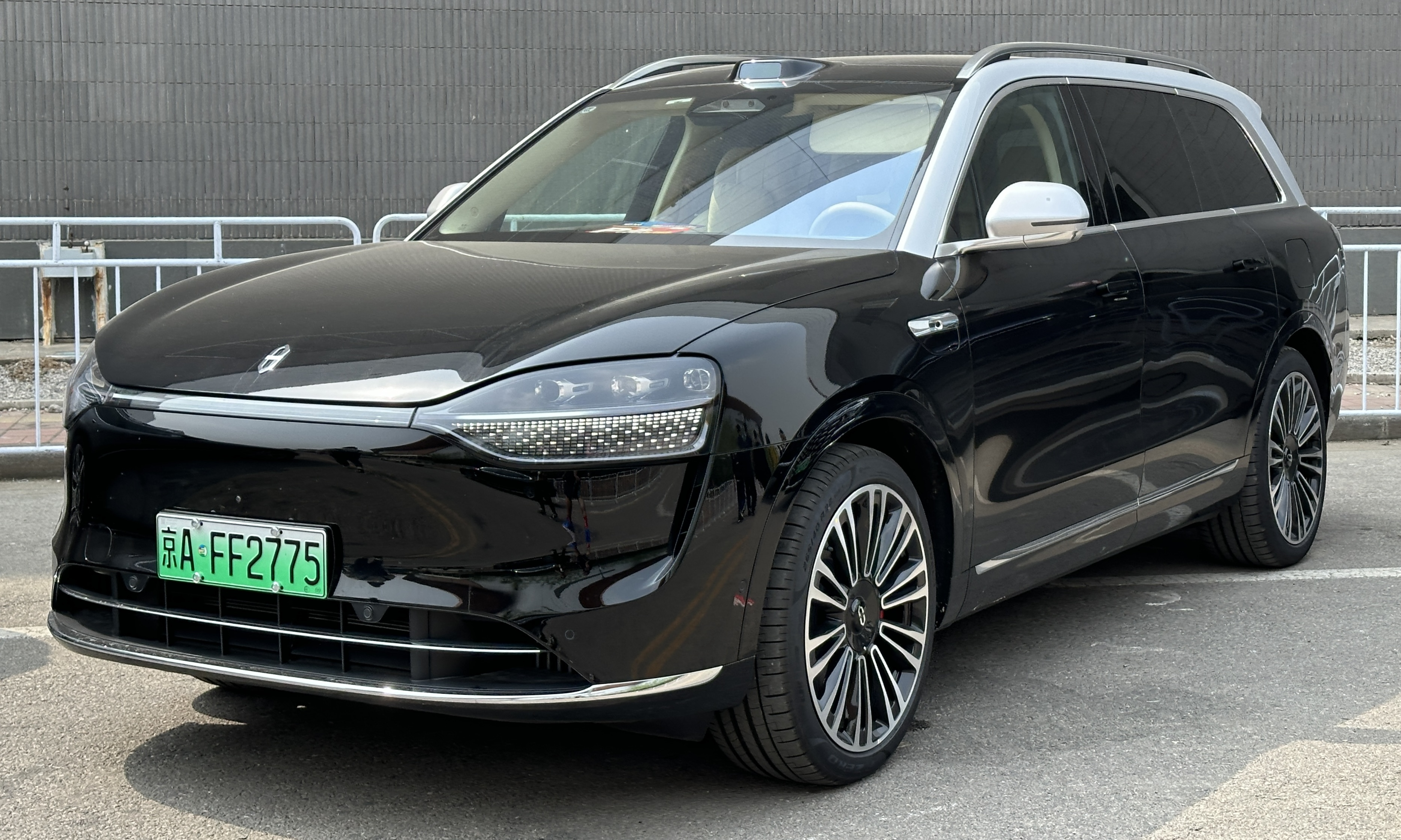
Aito M9

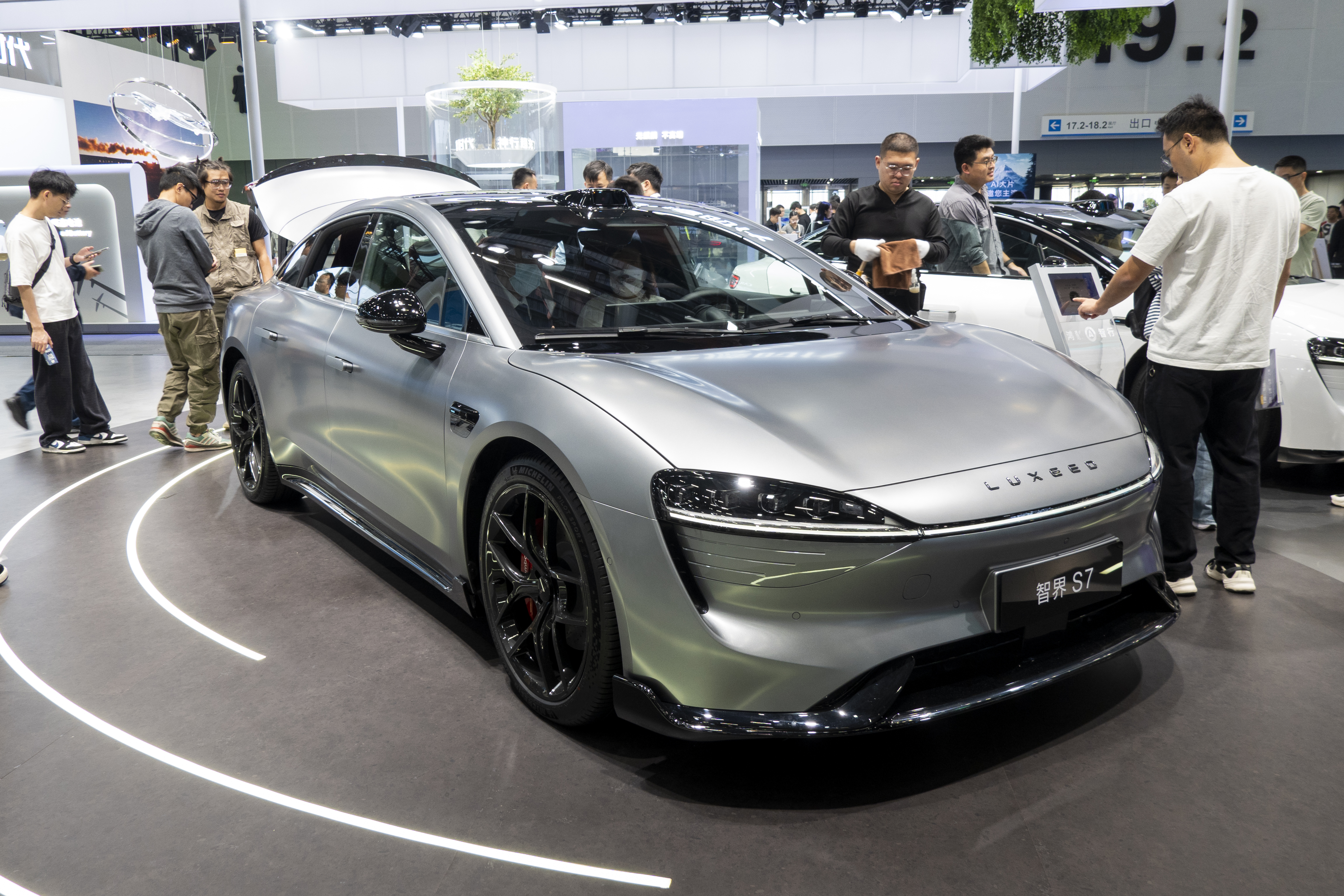
Luxeed S7

HIMA (chiń. upr. 鸿蒙智行) – chiński alians specjalizujący się we współpracy na gruncie rozwoju elektrycznych i hybrydowych samochodów, z siedzibą w Shenzhenie, działający od 2023 roku. Należy do chińskiego koncernu technologicznego Huawei.

## Marki
- Aito – marka hybrydowych i elektrycznych SUV-ów działająca od 2021 roku, wytwarzane przez Seres,
- Luxeed – marka elektrycznych samochodów działająca od 2023 roku, wytwarzane przez Chery,
- Stelato – marka elektrycznych samochodów działająca od 2024 roku, wytwarzane przez BAIC.
- Maextro – marka elektrycznych samochodów działająca od 2024 roku, wytwarzane przez JAC.

## Historia

### Początki
Po współpracacy na gruncie technologicznym z firmami Arcfox i Seres, z końcem 2021 roku Huawei wkroczyło do branży motoryzacyjnej po raz pierwszy jako współtwórca nowej firmy samochodowej. Razem z ówczesnym Sokon Group utworzono joint-venture Aito Auto skoncentrowane na produkcji zelektryfikowanych SUV-ów z technologią dostarczaną przez Huawei. Po dużym sukcesie rynkowym i półtora roku obecności na rynku, w czerwcu 2023 Huawei zdecydowało się przejąć pozostałe 50% udziałów w Aito i stać się pełnym właścicielem firmy. W połowie tego samego roku Huawei nawiązało partnerstwo technologiczne z innym chińskim koncernem, Chery, by wprowadzić na rynek drugą markę - tym razem elektrycznych samochodów Luxeed. 

### Powstanie HIMA
Przejęcie Aito i utworzenie marki Luxeed było podbudową do ogłoszenia w listopadzie 2023 powstania oddziału koncernu Huawei przeznaczonego stricte do rozwoju i nawiązywania współpracy z różnymi chińskimi koncernami motoryzacyjnymi. Harmony Intelligent Mobility Alliance, w skrócie HIMA, rozpoczęło działalność posiadając umowy o strategicznej współpracy na gruncie dostarczenia technologii i mocy produkcyjnych z różnymi podmiotami. Poza Seres Group i Chery, wśród współpracowników HIMA znalazły się także koncerny BAIC Group i JAC Motors. Pierwszy z nich został kontraktorem do produkcji modelu S9 trzeciej marki Stelato, którą zainaugurowano w marcu 2024. W sierpniu tego samego roku oficjalnie ogłoszono czwartą markę HIMA, Maextro, powstałą w wyniku współpracy z kolejnym rodzimym koncernem, JAC Group